# Calepina irregularis
Calepina es un género monotípico de plantas de flores perteneciente a la familia Brassicaceae. El género contiene una sola especie aceptada Calepina irregularis nativa del sur de Europa, norte de África y sudoeste de Asia donde crece en herbazales cerca de poblaciones y tierras de cultivo, rellanos y pies de acantilados con frescor y humedad en alturas de 700 a 1500 m s. n. m.

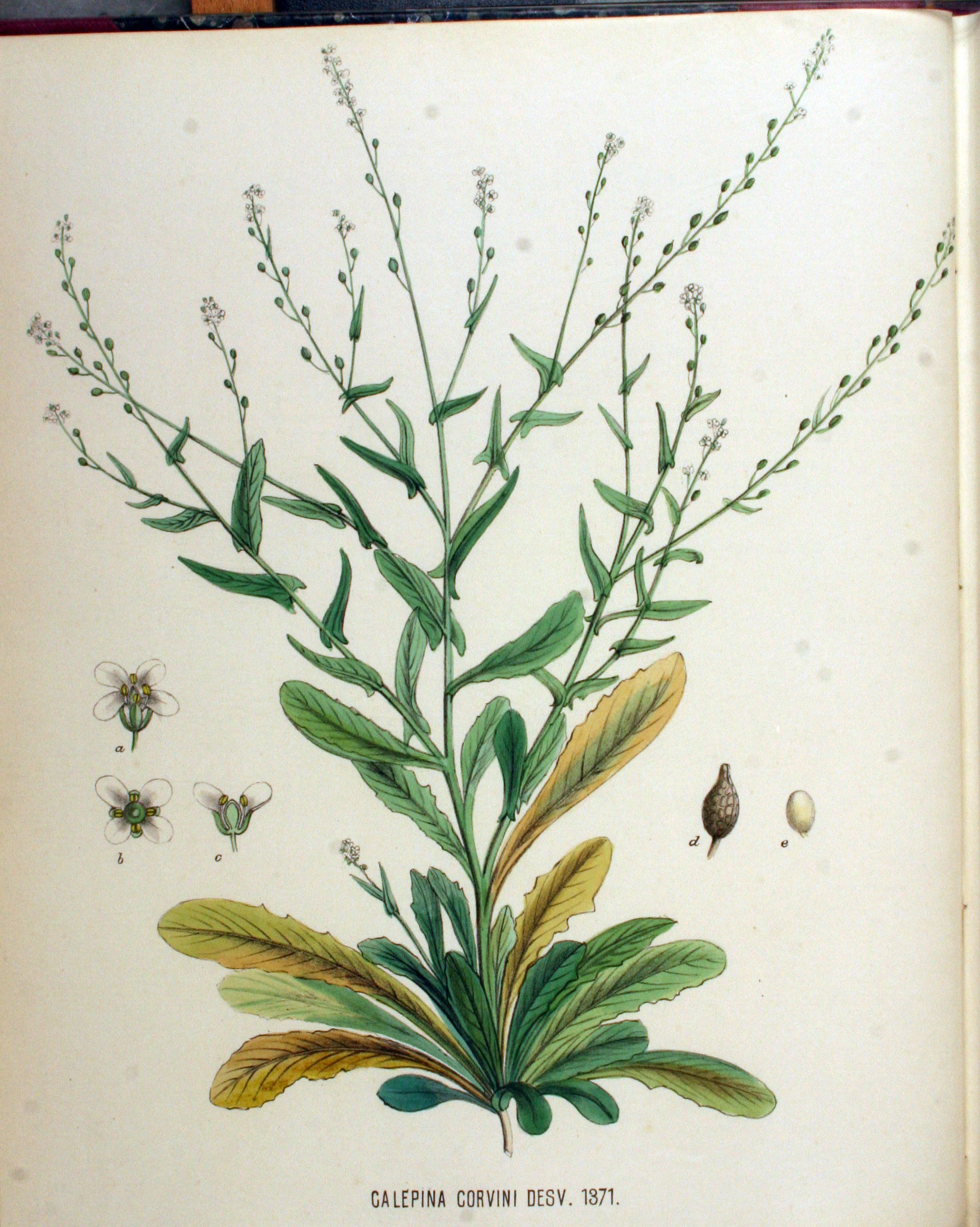
Ilustración de Flora Batava

## Descripción
Son plantas herbáceas caducas que alcanzan los 5 dm de altura. Las hojas basales en rosetas son aovadas o muy divididas, las inferiores pecioladas y las superiores sésiles. Las flores están agrupadas en racimos con pétalos de color blanco. El fruto es  esférico de 2-3 mm rugoso.

## Taxonomía
Calepina irregularis fue descrita por (Asso) Thell. y publicado en Flora der Schweiz (ed. 2) 1: 218. 1905.
Sinonimia
- Bunias cochlearioides Willd.
- Calepina cochlearioides (Pers.) Dumort.
- Calepina corvini (All.) Desv.
- Calepina ruellii Bubani
- Cheiranthus auriculatus (Lam.) Lapeyr.
- Cochlearia auriculata Lam.
- Cochlearia lyrata Sm.
- Crambe bursifolia L'Hér. ex DC.
- Crambe corvini All.
- Kernera auriculata (Lam.) Sweet
- Laelia cochlearioides Pers.
- Laelia corvini (All.) Samp.
- Laelia iberioides Pers.
- Laelia irregularis (Asso) Samp.
- Myagrum bursifolium Thuill.
- Myagrum erucaefolium Vill.
- Myagrum iberioides Brot.
- Myagrum irregulare Asso[2]